# Cheb (nádraží)
Cheb (do roku 1945 též v němčině Eger) je železniční stanice ve stejnojmenném městě na adresách Žižkova 1301/4 a náměstí Dr. Milady Horákové 1301/2, které se nachází na západě Čech v Karlovarském kraji, okrese Cheb, ležící na řece Ohři. V letech 2017–2020 prošlo nádraží kompletní rekonstrukcí kolejiště a nástupišť. V letech 2026–2028 se plánuje rekonstrukce výpravní budovy.

## Historie

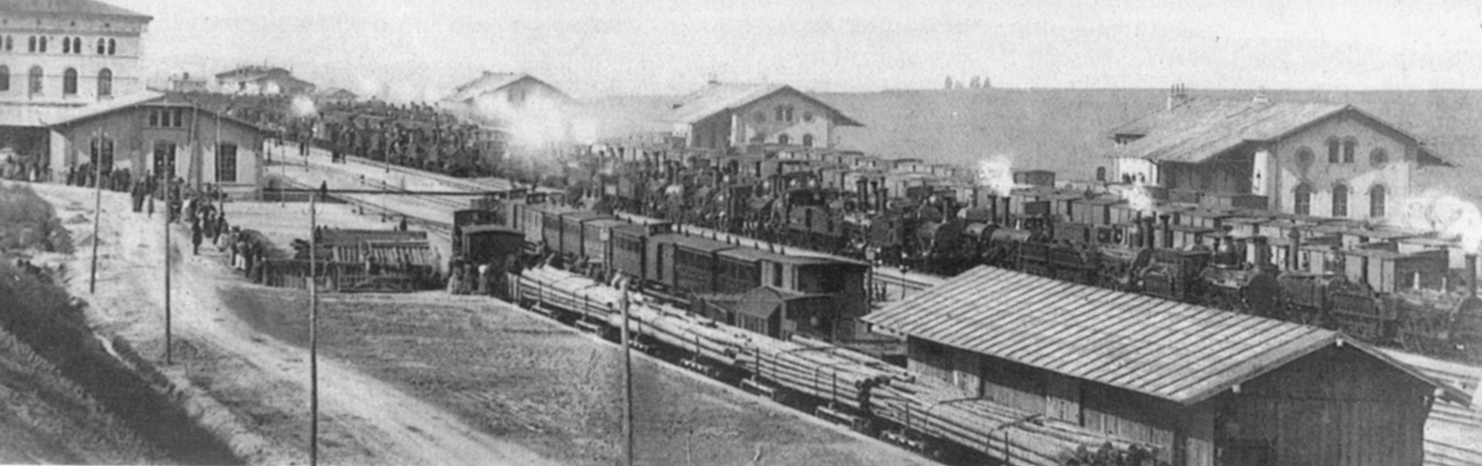
Pohled na železniční stanici z roku 1866

Železniční stanice s tehdejším názvem Eger byla vybudována v roce 1865. 15. října 1865 byl zahájen provoz na tratích Cheb – Slapany – Waldsassen a Cheb – Františkovy Lázně. Od roku 1870 železniční stanice obsluhovala Buštěhradskou dráhu (B.E.B., z německého Buschtěhrader Eisenbahn), jenž byla privátní železniční společností na území Čech. Její síť spojovala Krušné hory a Podkrušnohorsko s Prahou. Ve stejném roce začala obsluhovat i železniční trať z Chomutova do Chebu, která v době dokončení patřila rovněž Buštěhradské dráze. Od roku 1872 obsluhovala Dráhu císaře Františka Josefa (německý oficiální název k.k. privilegierte Kaiser-Franz-Josephs-Bahn - KFJB), jenž byla privátní železniční společnost v Rakousku-Uhersku, která provozovala dopravu mezi Vídní a Prahou a mezi Českými Budějovicemi a Chebem. Od roku 1881 sloužila stanice i železniční trati z Norimberka do Chebu. Každá ze železničních společností, jež zde působily, měla ve stanici vlastní zázemí, staniční budovu.[zdroj?]
Po vzniku Československa po první světové válce byla stanice oficiálně pojmenována českým názvem Cheb. Avšak vzhledem ke své poloze v převážně německy mluvící oblasti zůstal zachován předchozí německý název stanice.[ujasnit] Od roku 1938 se používal opět německý název Eger. Pří náletu za druhé světové války dne 8. dubna roku 1945, byla stanice těžce poškozena.[zdroj?]
V roce 1945 se vrátilo české pojmenování Cheb. V roce 1946 převzaly stanici Československé státní dráhy.[zdroj?] Do roku 1962 byly na stanici složité provozní podmínky, teprve v roce 1970 byla postavena nová nádražní budova, která nahradila původní, jež byla zničena za druhé světové války. Vznikla podle návrhu architekta Josefa Dandy, který projekt vypracoval v letech 1956–1959, dokončena byla roku 1962. Před koncem roku 2016 prohlásilo Ministerstvo kultury nádražní odbavovací budovu kulturní památkou.
V letech 2017-2020 byla provedena modernizace nástupišť, došlo k úpravě jejich výšky a délky. Zároveň byly vybudovány výtahy pro bezbariérový přístup. Rekonstrukcí prošly rovněž podchody, které dostaly nové obklady v retro edici, aby byl zachován původní vzhled. Od 15. května 2023 ja stanice zapojena do dálkového ovládání z CDP Praha.

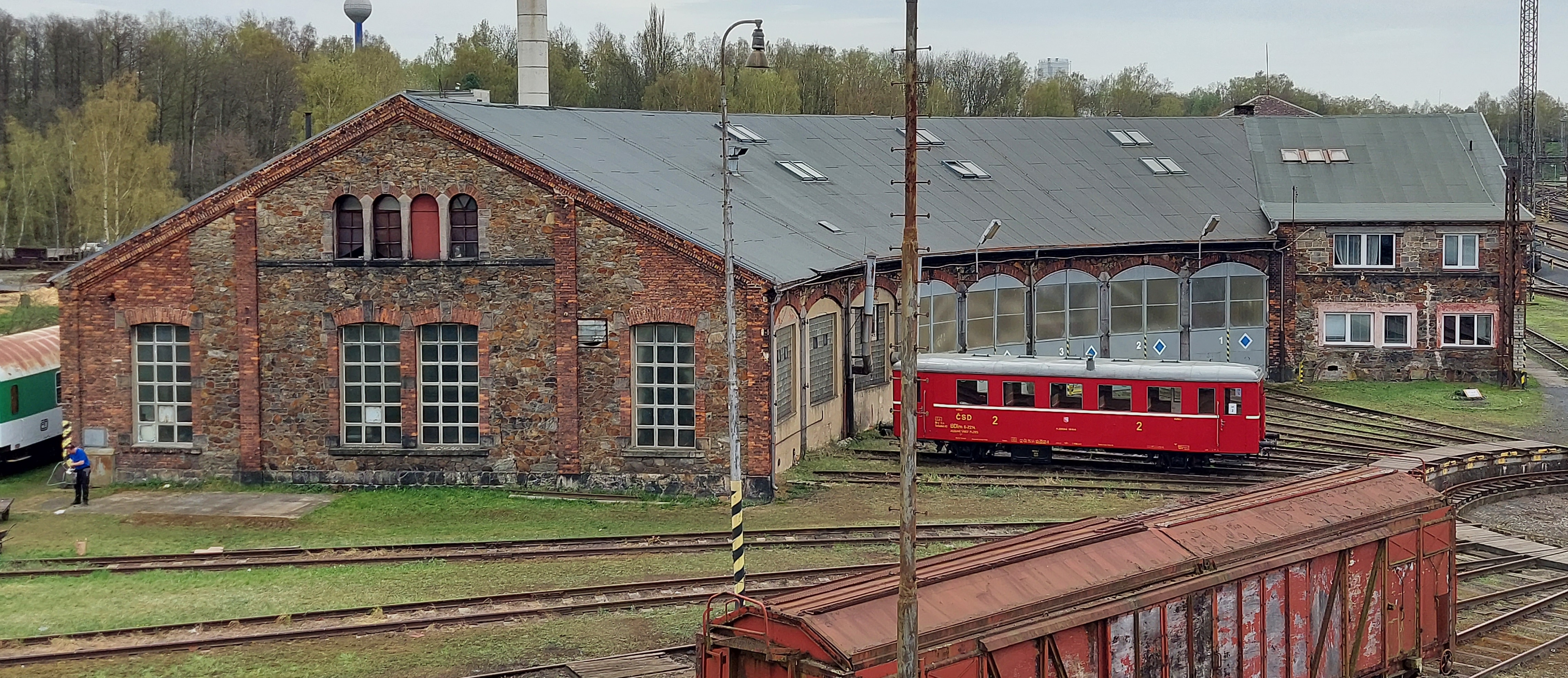
Historická výtopna na chebském nádraží, jejíž demolice proběhla v roce 2024.

## Popis stanice
Nádraží má dvě ostrovní nástupiště s průjezdnými částečně dělenými kolejemi a s kusými kolejemi a jedno jednostranné vnější nástupiště u výpravní budovy, celkem disponuje devíti nástupními hranami. Nástupiště mají bezbariérový přístup pomocí výtahů a jsou propojena podchody. Městské hromadné dopravě slouží prostor před nádražní budovou.

## Galerie

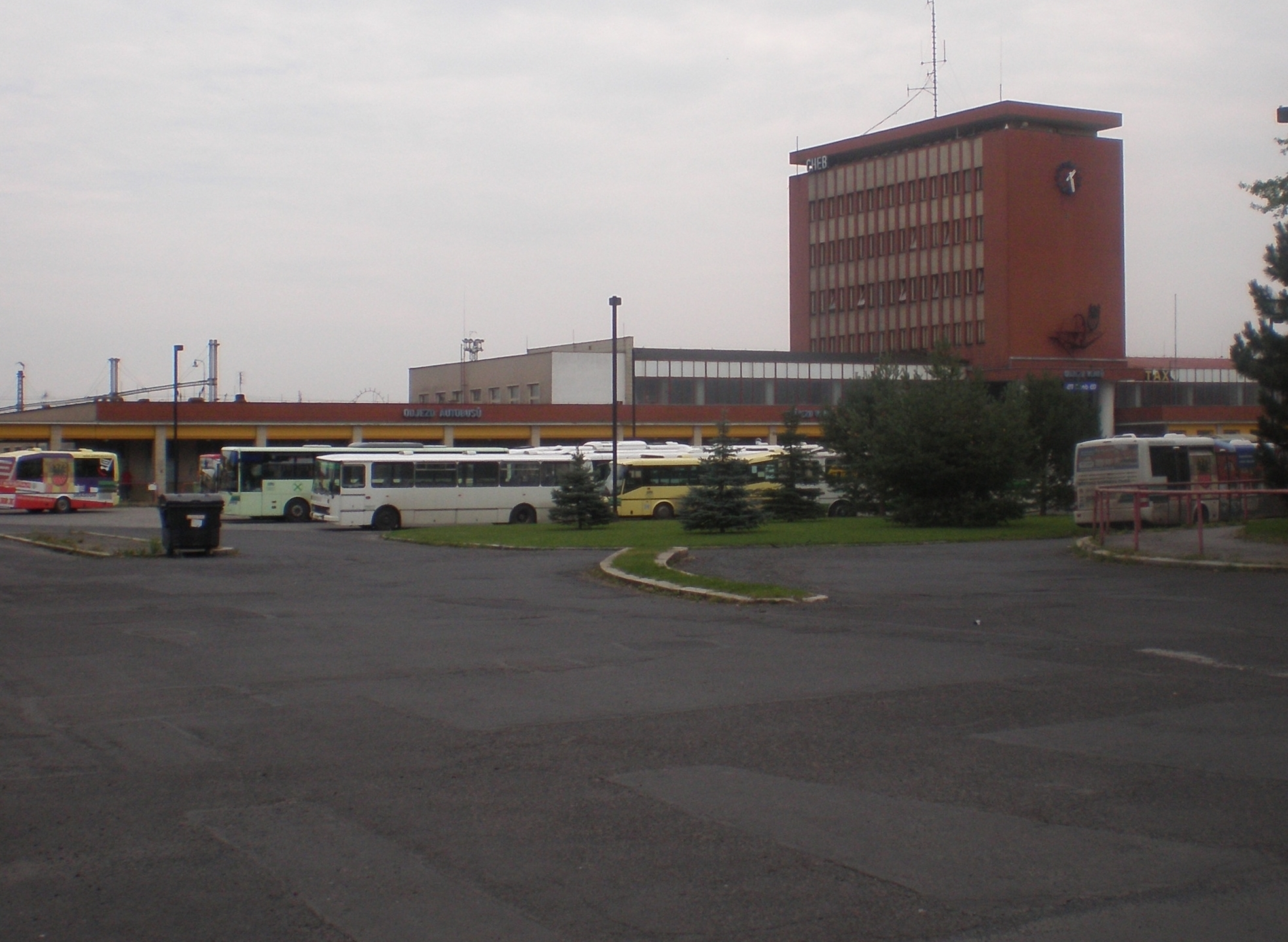
Pohled na nádražní budovu
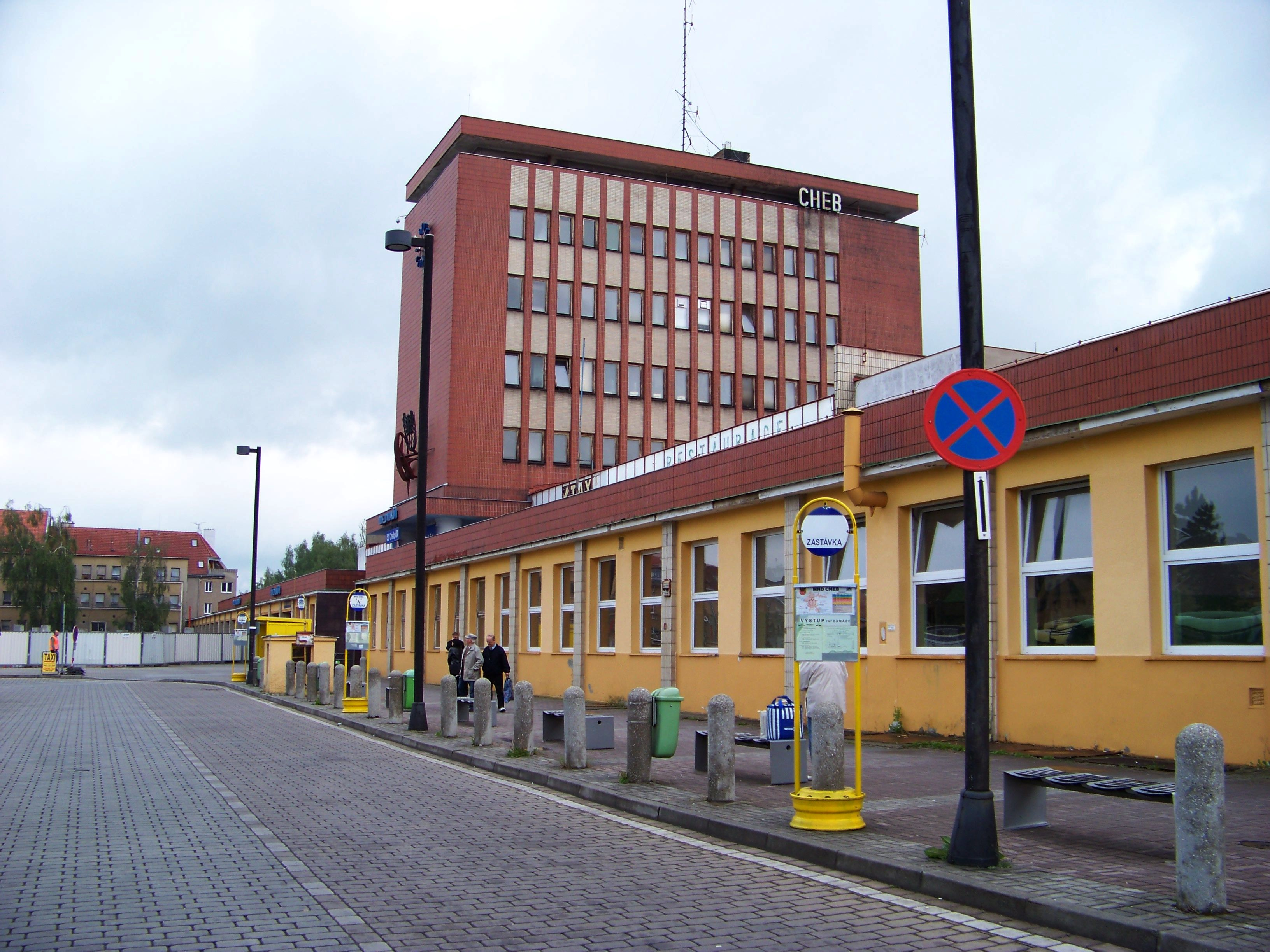
Nádražní budova
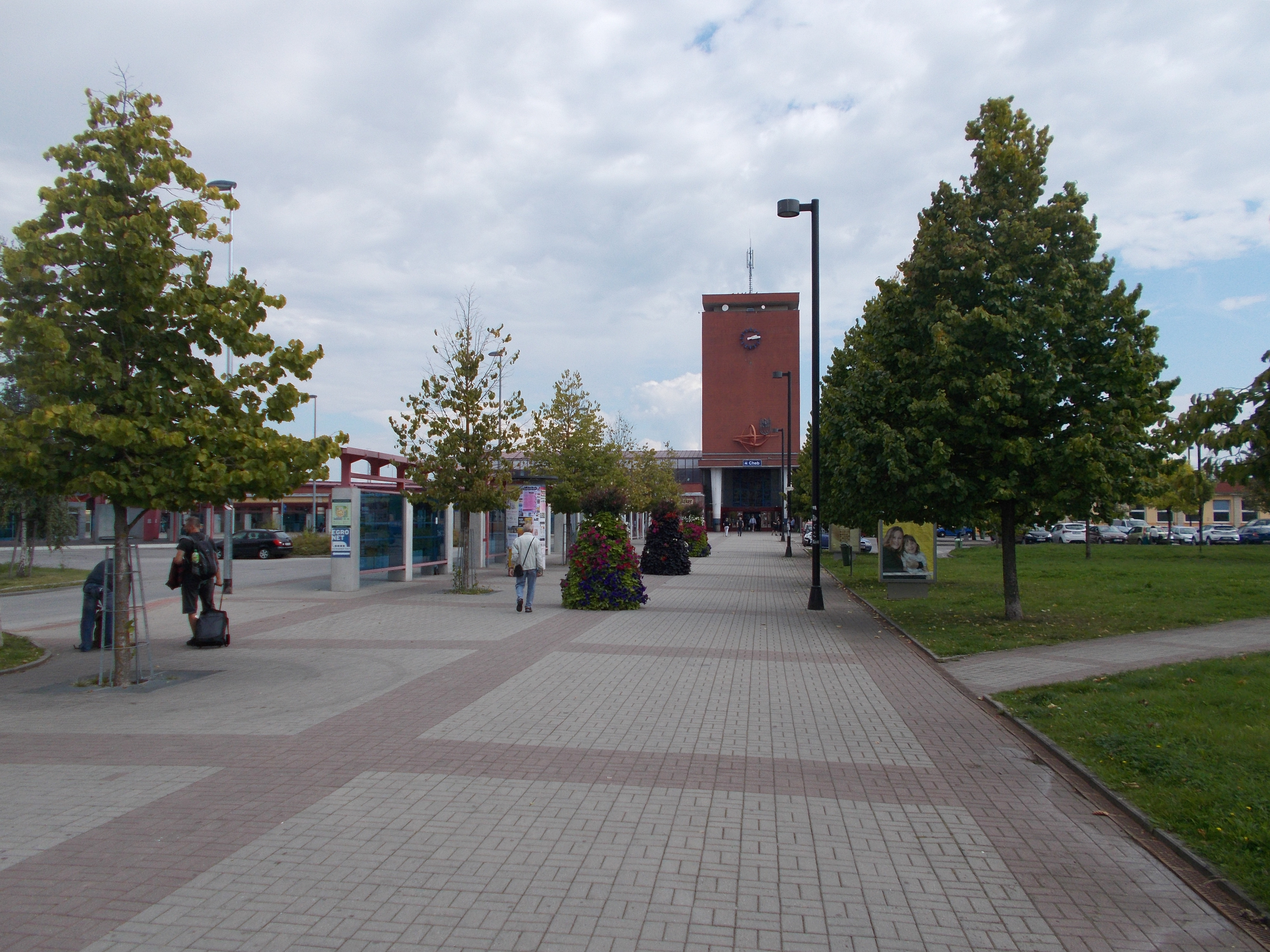
Staniční budova z parku
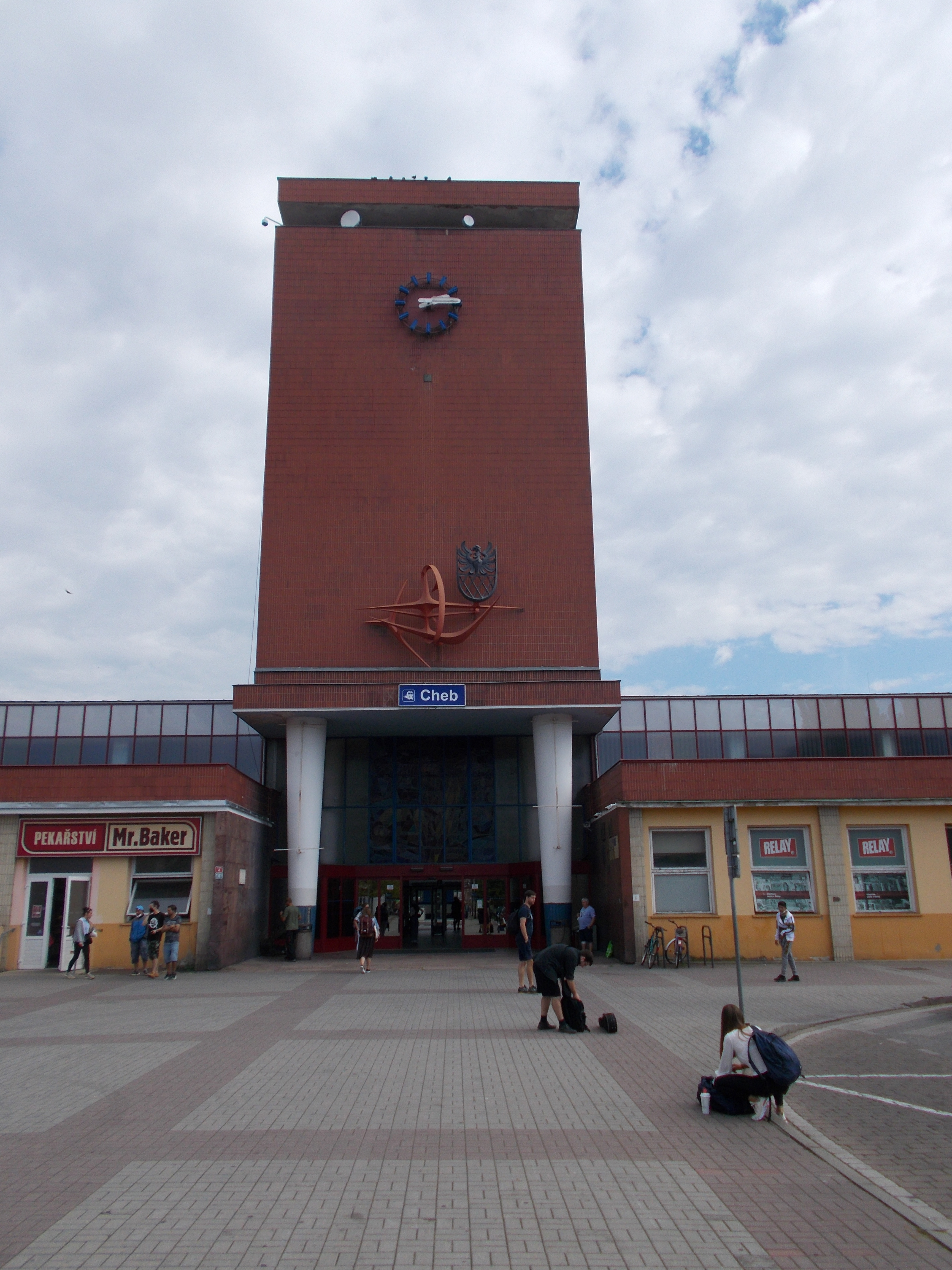
Věž
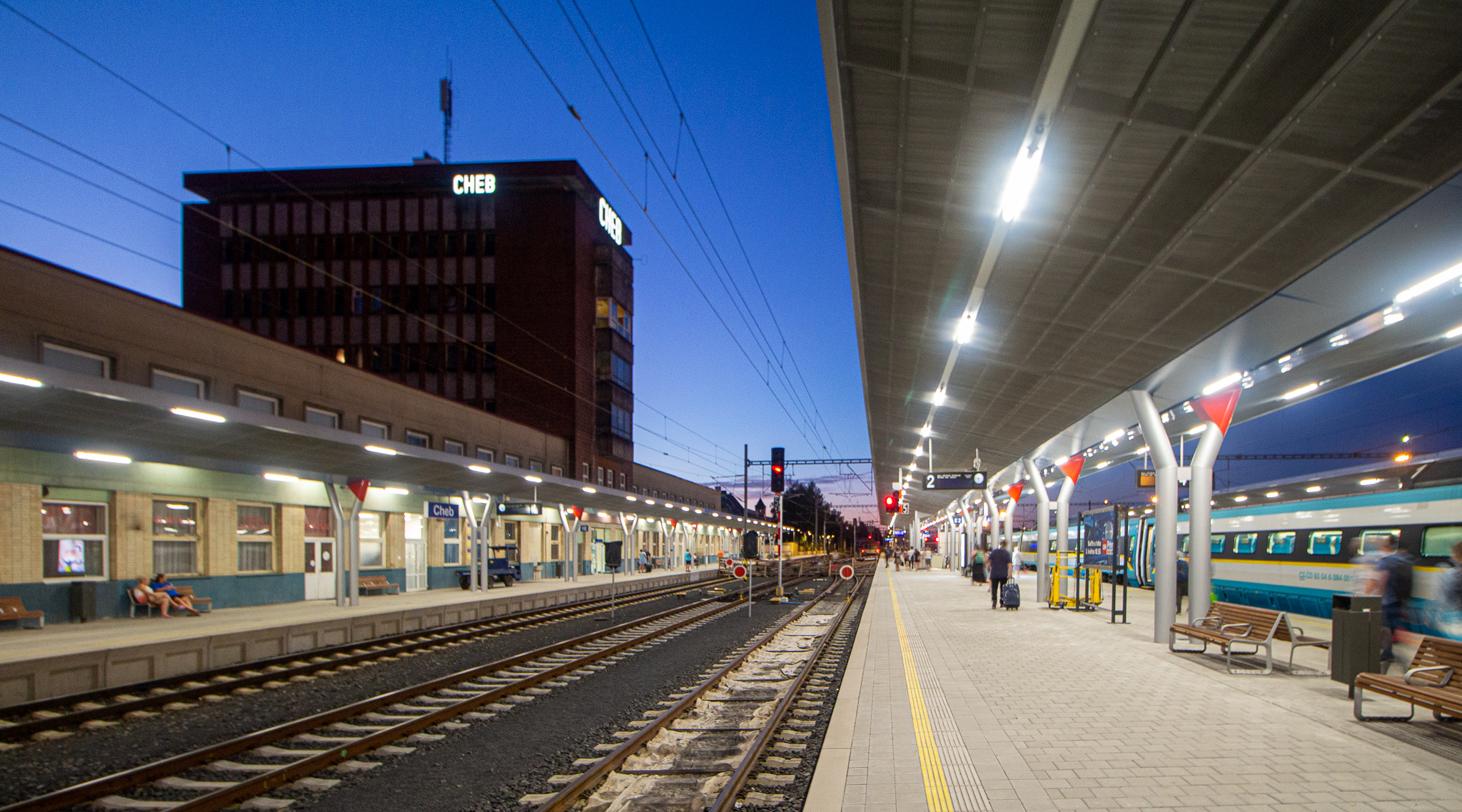
Večerní nástupiště
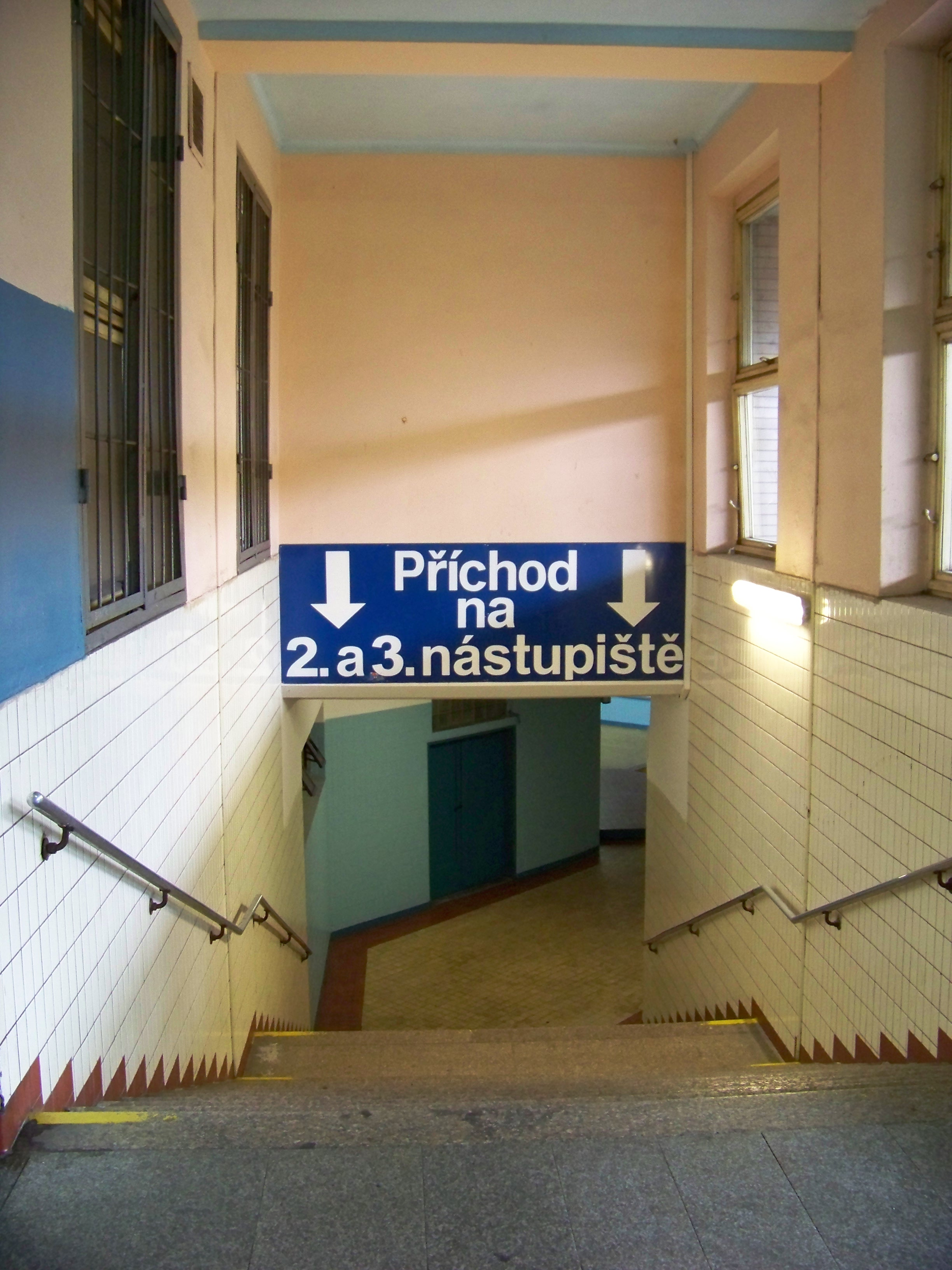
Podchod